# Puerto de Lake Charles
El Puerto de Lake Charles (en inglés: Port of Lake Charles) es un puerto industrial con sede en la ciudad de Lake Charles, Luisiana, EE. UU. Es un importante empleador en Lake Charles. Es el puerto duodécimo por su actividad en los Estados Unidos de acuerdo con la Asociación estadounidense de Clasificación de Puerto de Estados Unidos en su informe de 2013 y el ochenta y tres más ocupado del mundo en términos de tonelaje, según la Asociación estadounidense de Autoridades portuarias World Port en su Ranking de ese mismo año. El Canal Calcasieu Ship ofrece acceso directo al Golfo de México, 34 millas aguas abajo de los muelles de la ciudad. El canal de navegación cruza el Golfo Intracoastal Waterway justo al norte del lago Calcasieu. El Canal tiene una profundidad de proyecto de 40 pies y una anchura inferior a 400 pies.